# Canton (Ohio)
Canton település az Amerikai Egyesült Államok Ohio államában, Stark megyében, melynek megyeszékhelye is. Lakosainak száma 70 872 fő (2020. április 1.).

## Népesség
A település népességének változása:

| 2010 | 73 007 |
| 2020 | 70 872 |